# Bernard Genghini
Bernard Genghini (ur. 18 stycznia 1958 w Soultz-Haut-Rhin), francuski piłkarz występujący na pozycji ofensywnego pomocnika. W 1984 roku z reprezentacją Francji zdobył mistrzostwo Europy.

## Kariera piłkarska
- 1976-82 –  FC Sochaux
- 1982-83 –  AS Saint-Étienne
- 1983-86 –  AS Monaco
- 1986-86 –  Servette FC
- 1986-88 –  Olympique Marsylia
- 1988-89 –  Girondins Bordeaux

## Sukcesy piłkarskie
- wicemistrzostwo Francji 1980 z FC Sochaux
- wicemistrzostwo Francji 1984, Puchar Francji 1985 oraz finał Pucharu Frnacji 1984 z AS Monaco
- wicemistrzostwo Francji 1987 oraz finał Pucharu Francji 1987 z Olympique Marsylia

W reprezentacji Francji od 1980 do 1986 roku rozegrał 27 meczów i strzelił 6 goli – mistrzostwo Europy 1984 oraz III miejsce na Mistrzostwach Świata 1986.